# デビッド・スネドン
デヴィッド・ルイス・スネドン（David Louis Sneddon、1980年5月3日生、2004年8月14日失踪）は、2004年に中華人民共和国の虎跳峡を一人旅した後、雲南省で失踪した当時アメリカ合衆国の大学生である。ユタ州出身。北朝鮮拉致問題の被害者と考えられる。

## 生存情報
2004年に中国雲南省で消息を絶ったデヴィッド・スネドンは、さまざまな状況証拠や証言から、脱北者支援容疑で中華人民共和国当局に拘束され、釈放ののち、北朝鮮（朝鮮民主主義人民共和国）の国家安全保衛部員に拉致されたと考えられる。東南アジアに近接する雲南省は、脱北者が自由世界へ渡る逃亡ルートの最終地点にあたり、北朝鮮工作員が監視体制をしいており、中国当局のうちの誰かが何らかの報酬と引き替えに、釈放の日時や場所を北朝鮮に知らせた可能性もある。
2012年、「救う会」（北朝鮮に拉致された日本人を救出するための全国協議会）の訪米団は、5月8日、トマス・ナイズ国務副長官、マイク・リー上院議員（ユタ州選出）、スティーブ・シャボット下院議員、9日にイリアナ・ロス・レイティネン下院外交委員長、ジェイソン・チェイフェッツ下院議員（ユタ州選出）と面会して、失踪したデヴィッド・ルイス・スネドンに関する情報を提供した。
デヴィッド・スネドン失踪から12年以上過ぎた2016年8月31日、韓国（大韓民国）の拉北者家族協議会（代表：崔成龍）は、スネドンが北朝鮮工作員によって拉致され、北朝鮮で同国の最高指導者金正恩の英語の家庭教師にさせられたことを示す情報を獲得したと伝えた。モルモン教の宣教師として数年を韓国で生活した経験をもつデヴィド・スネドンは朝鮮語に堪能であり、北朝鮮にとっては格好の英語教師だったろうと考えられる。

## 事件をめぐる状況
中華人民共和国政府の公式見解は、スネドンが虎跳峡をトレッキングした際に金沙江に転落死したというものであるが、遺体は回収されていない。合衆国政府はいったんは中国政府の公式見解を受け入れた。しかし、家族らの現地調査ではスネドンは渓谷を無事渡り切っている。その後、スネドンが北朝鮮当局によって拉致されたという説得力のある証拠が発見された後、アメリカ合衆国下院は2016年9月28日に全会一致で、アメリカ国務省および他のすべての情報機関にスネドンの所在に関する調査を再開するよう指示することを決議した。2年後の 
2018年11月29日、アメリカ合衆国上院も全会一致で同様の決議を可決した。
北朝鮮はスネドンの失踪への関与を否定している。
スネドン家の人びとはかねてより、北朝鮮拉致問題に詳しい日本からの主導的な動きに強い期待の声を寄せてきた。特に長兄のマイケル・スネドンは熱心に活動しており、何度も来日して「救う会」や「家族会」（北朝鮮による拉致被害者家族連絡会）の会員と面会している。また、デビッドの母が横田めぐみの母、横田早紀江と同年齢であり、同じ母親として早紀江のことを思い出し、デビッドのことは諦めることなく、いつも力を得ていると語っているという。